# کشتی لاک‌پشتی
کشتی لاک‌پشتی (به انگلیسی: Turtle ship) یک کشتی نظامی کره جنوبی بود که طول آن ۱۰۰ تا ۱۲۰ فوت (۳۰ تا ۳۵ متر) بود.